# Lee Jin-a
Lee Jin-a (ur. 10 marca 1985) – koreańska tenisistka.
W rozgrywkach turniejowych udanie zadebiutowała w maju 2004 roku w Seulu. Po wygraniu pierwszego w swojej karierze meczu w rundzie kwalifikacyjnej z Japonką Akiko Yonemurą, kontynuowała dobrą passę i doszła aż do ćwierćfinału turnieju głównego, w którym przegrała z rodaczką Kim So-jung. Pierwszy turniej wygrała dopiero po trzech latach, w 2006 roku w Bangkoku. W sumie wygrała jedenaście turniejów singlowych i piętnaście deblowych rangi ITF.

## Wygrane turnieje rangi ITF
| turnieje z pulą nagród 100 000 $ |
| turnieje z pulą nagród 75 000 $  |
| turnieje z pulą nagród 50 000 $  |
| turnieje z pulą nagród 25 000 $  |
| turnieje z pulą nagród 15 000 $  |
| turnieje z pulą nagród 10 000 $  |

### Gra pojedyncza
|     | Data       | Turniej  | Kat. | ($)    | Naw.   | Finalistka          | Wynik         |
| 1.  | 06/08/2006 | Bangkok  | ITF  | 10 000 | twarda | Selma Andrade       | 6:3, 6:3      |
| 2.  | 27/05/2007 | Gimhae   | ITF  | 10 000 | ziemna | Lee Cho-won         | 6:2, 6:1      |
| 3.  | 03/06/2007 | Gimhae   | ITF  | 10 000 | ziemna | Chang Kyung-mi      | 6:3, 6:3      |
| 4.  | 30/08/2008 | Gimhae   | ITF  | 10 000 | twarda | Chae Kyung-yee      | 6:4, 6:1      |
| 5.  | 03/05/2009 | Gimcheon | ITF  | 25 000 | twarda | Kim So-jung         | 6:4, 7:5      |
| 6.  | 05/07/2009 | Gimcheon | ITF  | 10 000 | twarda | Kim Ji-sun          | 6:2, 6:0      |
| 7.  | 11/04/2010 | Inczon   | ITF  | 25 000 | twarda | Irina-Camelia Begu  | 6:4, 6:2      |
| 8.  | 25/04/2010 | Changwon | ITF  | 25 000 | twarda | Xu Yifan            | 3:6, 6:4, 6:2 |
| 9.  | 13/06/2010 | Karszy   | ITF  | 25 000 | twarda | Sabina Sharipova    | 6:2, 1:6, 6:4 |
| 10. | 03/02/2013 | Antalya  | ITF  | 10 000 | ziemna | Jana Buchina        | 7:5, 6:3      |
| 11. | 07/09/2014 | Yeongwol | ITF  | 10 000 | twarda | Olivia Tjandramulia | 6:2, 6:2      |